# Tršlja
Tršlja je zimzeleni grm ili nisko drvo, visine do 5m. Kora joj je zelenosiva, u mladosti glatka, kasnije tamno zelena i ispucala na sitne ljuske; ako se zareže, iz nje curi mirišljavi smolasti sok zvani mastiks, koji se koristi u medicini i industriji, a kojeg najviše ima u kulturi varijante čia, uzgajanoj u tu svrhu naročito na nekim ostrvima Egejskog mora, odakle se godišnje izvozi oko 200.000 kilograma. Korenov sistem je dobro razvijen, prodire dosta duboko u skeletnu podlogu. Listovi su zimzeleni, kožasti, sjajni, goli, parno perasti, dugi 5-10cm, 3-5 pari jajoliko lancetastih listića, tupih vrhova, 2-4cm dužine i oko 1cm širine, na licu tamno zeleni, a na naličju svetliji, sa spljoštenom, žljebastom glavnom peteljkom; imaju karakterističan miris. Cvetovi tršlje su tamno crveni, sitni, zbijeni u resaste cvatove koji se razvijaju na mladim grančicama u pazuhu listova, cvetovi imaju jednostavan cvast sastavljen iz 3-5 listića; tučak ima jedan vrat, koji je u gornjem delu trodelno podeljen. Plod je koštunica, okruglasta, 2-3mm u prečniku, u početku crvenkasta, u fazi zrenja crne boje, sadrži dosta masnog ulja. Seme je jajasto-okruglasta koštica, po jedna u plodu. Tršlja je dvodomna, entomofilna, kserofitna vrsta. Podnosi veliku vrućinu, sušu i senku kao i zasoljena zemljišta. Iz tih razloga može se s uspehom koristiti pri ozelenjavanju terena uz morsku obalu. Vreme cvetanja joj je mart, april, maj. Razmnožava se iz semena. Opšta rasprostranjenost je oko Sredozemlja.